# إدوارد هيتشكوك جونيور
إدوارد هيتشكوك جونيور (بالإنجليزية: Edward Hitchcock Jr.) هو معلم وطبيب أمريكي، ولد في 23 مايو 1828، وتوفي في 15 فبراير 1911.